# Nagyesztergár
Nagyesztergár è un comune dell'Ungheria di 1.255 abitanti (dati 2001). È situato nella contea di Veszprém.